# McBride (Michigan)
McBride é uma vila localizada no estado americano de Michigan, no Condado de Montcalm.

## Demografia
Segundo o censo americano de 2000, a sua população era de 232 habitantes.
Em 2006, foi estimada uma população de 233, um aumento de 1 (0.4%).

## Geografia
De acordo com o United States Census Bureau tem uma área de
0,9 km², dos quais 0,9 km² cobertos por terra e 0,0 km² cobertos por água.

## Localidades na vizinhança
O diagrama seguinte representa as localidades num raio de 28 km ao redor de McBride.